# Yansacyclops ferrarii
Yansacyclops ferrarii – gatunek widłonoga z rodziny Cyclopidae. Opisała go w 1988 roku amerykańska biolog Janet W. Reid z Narodowego Muzeum Historii Naturalnej w Waszyngtonie (część Smithsonian Institution), tworząc dla niego nowy rodzaj Yansacyclops. Miejsce typowe to ujście północnej odnogi rzeki Guamá w stanie Pará w Brazylii (współrzędne 1°27,8′S 48°29,2′W/-1,463333 -48,486667).